# Neojobertia
Neojobertia Baill. es un género de plantas de la familia Bignoniaceae que tiene dos especies de árboles.

## Taxonomía
El género fue descrito por Henri Ernest Baillon  y publicado en Histoire des Plantes 10: 35. 1888. La especie tipo es: Neojobertia brasiliensis Baill. 

## Especies seleccionadas
- Neojobertia brasiliensis Baill.
- Neojobertia candolleana Bureau & K.Schum.